# Leslie Boardman
Leslie Boardman (Sydney, 2 agosto 1889 – 23 novembre 1975) è stato un nuotatore australiano.

## Palmarès

### Olimpiadi
- Oro a Stoccolma 1912 nella staffetta 4x200 metri stile libero.[1]